# Bo taka jest
Bo taka jest – drugi album solowy polskiej piosenkarki Renaty Dąbkowskiej, wydany 7 czerwca 2004 roku nakładem wytwórni płytowej Pomaton EMI. Album zawiera 14 utworów wokalistki, w tym dwa remiksy do piosenek „Bo taka jest” oraz „Groszek”. 
Pierwszym singlem promującym wydawnictwo został tytułowy utwór albumu „Bo taka jest”.

## Lista utworów[4]
1. „Na grosze”
2. „Bo taka jest”
3. „Nas”
4. „Skąd mam wiedzieć”
5. „Środa rano”
6. „Gdzie nie My”
7. „By stać się sobą”
8. „Domy z marzeń”
9. „To Twój sen”
10. „Drogowa”
11. „To nie żal tylko lęk”
12. „Tatatara”
13. „Bo taka jest” (remix)
14. „Groszek” (remix)